# بنوم ۱
ماهواره بُنوم ۱ Bonum 1 در ۵۶ درجه شرقی قرار دارد.

## پرتاب
این ماهواره در تاریخ ۲۲/۱۱/۱۹۹۸ توسط موشک دلتا ۲۸۳ در مدارقرار گرفت. نام این ماهواره در ابتدا Most ۱ بود اما بعداً به Bonum ۱ تغییرنام داد. 

## پوشش
پوشش این ماهواره شرق روسیه است اما در تهران به راحتی قابل دریافت است.